# Fernando Torres Graciano
Fernando Torres Graciano (León, Guanajuato, 27 de agosto de 1970) es un político y abogado mexicano, miembro del Partido Acción Nacional. Ha sido entre otros cargos, senador, diputado local y diputado federal para los periodos de 2018 a 2021 y de ése año a 2024.

## Datos biográficos
Fernando Torres Graciano es licenciado en Derecho egresado de la Universidad De La Salle Bajío y tiene una maestría en Derecho Constitucional y Amparo en la Universidad Iberoamericana y el Instituto de Investigaciones Jurídicas de la UNAM y un posgrado en Derecho Constitucional en la Universidad de Salamanca.
Miembro del PAN, ha ocupado gran variedad de cargos en los comités ejecutivos municipal en León y estatal en Guanajuato, así como miembro del comité ejecutivo nacional.
Fue diputado al Congreso de Guanajuato de 2003 a 2006 y electo senador en primera formula para el periodo de 2012 a 2018 y en la que fue presidente de la comisión de Defensa Nacional. Además de secretario de las comisiones de Estudios Legislativos; y, Relaciones Exteriores Europa; e integrante de las comisiones de Atención a Grupos Vulnerables; Energía; Medio Ambiente y Recursos Naturales; Puntos Constitucionales; y, Turismo.
Fue elegido diputado federal por la vía plurinominal para la LXIV Legislatura de 2018 a 2021, siendo secretario de las comisiones de Defensa Nacional y de Vivienda, e integrante de la comisión bicameral de Seguridad Nacional.